# Cuttack (huyện)
Huyện Cuttack là một huyện thuộc bang Odisha, Ấn Độ. Thủ phủ huyện Cuttack đóng ở Cuttack. Huyện Cuttack có diện tích 3915 ki lô mét vuông. Đến thời điểm năm 2001, huyện Cuttack có dân số 2340686 người.